# Xiphorhynchus flavigaster
El trepatroncos picomarfil (Xiphorhynchus flavigaster) es una especie de ave paseriforme de la familia Furnariidae, subfamilia Dendrocolaptinae, perteneciente al género Xiphorhynchus. Es nativa de México y de América Central.

## Nombres comunes
Aparte de trepatroncos picomarfil también se le denomina trepador o trepatroncos piquiclaro (en Honduras, Nicaragua, México y Costa Rica), trepatroncos gorgipálido (en México), trepatroncos bigotudo (en México) o trepatroncos pico de marfil.

## Distribución y hábitat
Las diversas subespecies se distribuyen desde el noroeste y el noreste de México, por Guatemala, Belice, El Salvador, Honduras, Nicaragua, hasta el noroeste de Costa Rica.
Esta especie ocupa una considerable variedad de hábitats naturales boscosos a lo largo de su distribución tropical y subtropical, especialmente bosques caducifolios, y alcanza localmente los 3000 metros de altitud, aunque es más comúnmente encontrado por debajo de los 1500 m.

## Sistemática

### Descripción original
La especie X. flavigaster fue descrita por primera vez por el ornitólogo británico William Swainson en 1827 bajo el mismo nombre científico; su localidad tipo es: «Temascaltepec, México, México». Es la especie tipo del género que fue propuesto en la misma publicación que describió la especie.

### Etimología
El nombre genérico masculino «Xiphorhynchus» se compone de las palabras del griego «ξιφος xiphos»: espada, y «ῥυγχος rhunkhos»: pico; significando «con pico en forma de espada»;  y el nombre de la especie «flavigaster», se compone de las palabras del latín «flavus»: amarillo  y «gaster»: vientre; significando «de vientre amarillo».

### Taxonomía
Puede ser hermana de Xiphorhynchus lachrymosus con base en los datos genético-moleculares. La evaluación de las variaciones geográficas es complicada debido a las notables variaciones individuales en la coloración, tamaño general y patrones de estriado (tanto ancho como perfil) por arriba y por abajo. La subespecie mentalis se diferencia pobremente de la nominal e intergrada con ésta y con tardus; las subespecies saltuarius, ascensor y ultimus se diferencian muy débilmente de eburneirostris. Las poblaciones de yucatanensis de la base de la península de Yucatán muestran señales de intergradación con eburneirostris, y tal vez también ultimus en las tierras bajas del noreste de Costa Rica. La forma propuesta Dendrornis striatigularis Richmond, 1900, conocida apenas por el holotipo del sur de Tamaulipas (México), algunas veces tratada como especie separada, en realidad no pasa de un individuo aberrante de la presente especie.

### Subespecies
Según las clasificaciones del Congreso Ornitológico Internacional (IOC) y Clements Checklist/eBird v.2019 se reconocen ocho subespecies, con su correspondiente distribución geográfica:
- Xiphorhynchus flavigaster tardus Bangs & J.L. Peters, 1928 – noroeste de México (sureste de Sonora, norte de Sinaloa, oeste de Durango).
- Xiphorhynchus flavigaster mentalis (Baird, 1867) – litoral occidental de México (centro y sur de Sinaloa y oeste de Durango al sur hasta Michoacán y oeste de Guerrero).
- Xiphorhynchus flavigaster flavigaster Swainson, 1827 – suroeste de México (Guerrero, sur de Oaxaca).
- Xiphorhynchus flavigaster saltuarius Wetmore, 1942 – noreste de México (sur de Tamaulipas y sureste de San Luis Potosí al sur hasta el norte de Veracruz).
- Xiphorhynchus flavigaster ascensor Wetmore & Parkes, 1962 – pendiente caribeña del sur de México desde el sur de Veracruz y norte de Oaxaca al este hasta Tabasco, posiblemente también norte de Chiapas hacia el este hasta la adycente Guatemala.
- Xiphorhynchus flavigaster yucatanensis Ridgway, 1909 – península de Yucatán al sur hasta el norte de Belice y centro norte de Guatemala (Petén).
- Xiphorhynchus flavigaster eburneirostris (Des Murs, 1847) – pendiente caribeña desde el centro de Guatemala y Belice al este hasta Honduras, también localmente en el norte de Costa Rica; en la pendiente del Pacífico desde el sur de México (extremo sureste de Oaxaca, sur de Chiapas) hacia el sur hasta el noroeste de Costa Rica.
- Xiphorhynchus flavigaster ultimus Bangs & Griscom, 1932 – colinas y tierras bajas adyacentes en la península de Nicoya, noroeste de Costa Rica.